# McLaren MP4/2
Chronologie des modèles (1984)
McLaren MP4/1E McLaren MP4/2B
La McLaren MP4/2 est la monoplace de Formule 1 engagée par l'écurie britannique McLaren Racing dans le cadre du championnat du monde de Formule 1 1984. Elle est pilotée par le Français Alain Prost et l'Autrichien Niki Lauda. Le pilote d'essai est l'Allemand Stefan Bellof. La MP4/2 est équipée par un moteur TAG Porsche.

## Historique
La MP4/2 est l'une des rares monoplaces de Formule 1 de l'époque à utiliser des freins en carbone, ce qui lui donne un avantage face à ses rivaux. Cet atout, conjugué au talent de ses pilotes permet à l'écurie anglaise de remporter douze des seize courses du championnat (cinq pour Niki Lauda et sept pour Alain Prost), ce qui constitue le record de victoires pour une équipe en une seule saison à l'époque.
À la fin de la saison, McLaren Racing est champion des constructeurs avec 143,5 points et Niki Lauda remporte le titre des pilotes avec 72 points. Son coéquipier Alain Prost est deuxième avec 71,5 points. Les deux pilotes sont reconduits pour la saison suivante.

## Résultats en championnat du monde de Formule 1
| Saison | Écurie                         | Moteur                 | Pneus    | Pilotes     | Courses | Courses | Courses | Courses | Courses | Courses | Courses | Courses | Courses | Courses | Courses | Courses | Courses | Courses | Courses | Courses | Points inscrits | Classement |
| Saison | Écurie                         | Moteur                 | Pneus    | Pilotes     | 1       | 2       | 3       | 4       | 5       | 6       | 7       | 8       | 9       | 10      | 11      | 12      | 13      | 14      | 15      | 16      | Points inscrits | Classement |
| ------ | ------------------------------ | ---------------------- | -------- | ----------- | ------- | ------- | ------- | ------- | ------- | ------- | ------- | ------- | ------- | ------- | ------- | ------- | ------- | ------- | ------- | ------- | --------------- | ---------- |
| 1984   | Marlboro McLaren International | TAG Porsche V6 TTE-PO1 | Michelin |             | BRÉ     | AFS     | BEL     | SMR     | FRA     | MON*    | CAN     | DET     | DAL     | GBR     | ALL     | AUT     | P-B     | ITA     | EUR     | POR     | 143,5           | Champion   |
| 1984   | Marlboro McLaren International | TAG Porsche V6 TTE-PO1 | Michelin | Alain Prost | 1er     | 2e      | Abd.    | 1er     | 7e      | 1er     | 3e      | 4e      | Abd.    | Abd.    | 1er     | Abd.    | 1er     | Abd.    | 1er     | 1er     | 143,5           | Champion   |
| 1984   | Marlboro McLaren International | TAG Porsche V6 TTE-PO1 | Michelin | Niki Lauda  | Abd.    | 1er     | Abd.    | Abd.    | 1er     | Abd.    | 2e      | Abd.    | Abd.    | 1er     | 2e      | 1er     | 2e      | 1er     | 4e      | 2e      | 143,5           | Champion   |

Légende : ici 

* En raison des conditions météorologiques, le Grand Prix de Monaco a été interrompu après 31 tours sur les 77 prévus, ainsi seule la moitié des points a été attribué.